# ایسهان
ایسهان (انگلیسی: Isehan) شرکت لوازم آرایشی ژاپنی است، که در سال ۱۸۲۵ تأسیس شد.